# Mach-O
Mach-O (скорочення від Mach object, англ. object file) — файловий формат для виконуваних та об'єктних модулів, динамічних бібліотек та дампів пам'яті, котрий використовують операційні системи Apple Inc. та деякі інші. Є заміною формату a.out та пропонує більші можливості для поширення і швидкіший доступ до інформації в таблиці символів.
Більшість систем, заснованих на ядрі Mach, використовують саме Mach-O, наприклад NeXTSTEP, iOS та Mac OS X. Виняток становить операційна система GNU Hurd, побудована на основі мікроядра GNU Mach: як стандартний формат двійкових файлів у ній використовується ELF, а не Mach-O.